# Pachomiusz (imię)
Pachomiusz — imię męskie pochodzenia greckiego, od gr. Pachúm, Pachúmios — "człowiek boży". W Kościołach katolickich i prawosławnych patronem tego imienia jest św. Pachomiusz Starszy, pustelnik. 
Pachomiusz imieniny obchodzi 9 maja i 26 listopada.

## Święci Cerkwi Prawosławnej[1]
- św. Pachomiusz Wałaamski - święty mnich męczennik[2],
- św. Pachomiusz Wielki, Egipski, Tebański - święty mnich[3],
- św. Pachomiusz z Włodzimierza - święty mnich męczennik, archimandryta[4],
- św. Pachomiusz (Ionow) - święty mnich męczennik, hieromnich[5],
- św. Pachomiusz z Wyspy Kamiennej - święty mnich[6],
- św. Pachomiusz znad rzeki Keny - święty mnich, igumen[7],
- św. Pachomiusz z Nieriechta, Sypanowa[8], Kostroma - święty mnich[9],
- św. Pachomiusz z Pieczengi - święty mnich męczennik[1][10],
- św. Pachomiusz (Rusin) - święty mnich męczennik, hieromnich[11],
- św. Pachomiusz Rosjanin, Athoski - męczennik[12],
- św. Pachomiusz (Turkiewicz) - święty mnich męczennik, igumen[13],